# Tønder Vandtårn
Tønder Vandtårn er en 40 m høj bygning opført i 1902 i Tønder lidt syd for Tønder Slots gamle portbygning. Vandtårnet blev i 1995 af Dronning Ingrid indviet som Hans Wegner-museum. Begge bygninger tilhører Museum Sønderjylland og i Kulturhistorie Tønders åbningstid er der adgang til tårnet via portbygningen ved siden af.
Museet, der er i syv etager – kaldet dæk – eksklusiv et konferencerum øverst, indeholder en samling af Wegner-stole skænket af familien samt konstruktionstegninger af stolene.

## Historie
Begyndelsen af 1980'erne blev tiden hvor vandtårnets eksistens blev taget op til overvejelse. Fortalerne var dog flest, og i 1989 blev vandtårnet overdraget til Tønder Museum fra Tønder Kommune. Under vejledning fra Ny Carlsbergfondet og Louisiana blev et projekt udformet.
I midt-1990'erne donerede A.P. Møller og Hustru Chastine Mc-Kinney Møllers Fond til almene Formaal 10,4 millioner til ombygningen af vandtårnet, hvilket skulle føre til funktionen som museum. Opgaven med ombygningen blev arkitekt Niels Frithiof Truelsens og rådgivende ingeniør Henry Jensens.

## Arkitektur
Tårnet er opbygget i to dele: den underste er lettere konisk; mens den øvre del er cylinderformet. I nederste del er der vinduer parvis i fire kompasretninger placeret i to lag. Den øverste del havde oprindeligt på lignende vis parvis placerede vinduer, men hele den øvre del udgøres i dag af et glaspanelsystem af rektangulære plader, hvoraf den øverste række er vinduesglas hele vejen rundt. Øverst prydes tårnet af en vindfløj med påskriften "MUSEUM" – dette er dog en efterligning af den oprindelige vindfløj, der læste "1902" (samme udformning). Bygningen er sat i røde mursten med øverste del af glas (tidligere dog beklædt med skiffer).
Den to etagers nye top blev udført på jorden og dernæst – 40 ton tung – hejst op på den underste del. Øverste etage af toppen huser et stort konferencerum, hvortil Hans Wegner og datteren Marianne Wegner i anledning af museets åbning tegnede et bord, der danner en kreds og hvorom en række af den klassiske "the chair" er placerede.
Centralt i tårnet er installeret en elevator og udenom den en vindeltrappe.
- Konferencerummet øverst i tårnet
- Udsigten over byen fra tårnet